# 어니 허드슨 주니어
어니 허드슨 주니어(Ernie Hudson Jr., 본명: Earnest Lee Hudson Jr., 1965년 3월 9일 ~ )는 미국의 배우, 텔레비전 배우이다. 배우 어니 허드슨와 제니 L. 허드슨(Jeannie L. Hudson)의 아들이다.

## 영화
- 아워 립스 아 실드 (2000년)
- 어반 메니스 (1999년)
- 레킹 크류 (1999년)
- 커럽트 (1999년)
- 캔디맨 3 (1999년)
- 오즈 (1997년)